# Tosashimizu
Tosashimizu (jap. 土佐清水市 Tosashimizu-shi) – miasto położone w prefekturze Kōchi, w Japonii, na wyspie Sikoku. Tosashimizu prawa miejskie uzyskało 1 sierpnia 1954 roku.
Obszar wsi Naka-no-hama, znajdujący się obecnie w granicach miasta Tosashimizu, jest miejscem narodzin Johna Manjirō, pierwszego Japończyka, który dotarł do Stanów Zjednoczonych. Manjirō, jako młody rybak, po rozbiciu łodzi rybackiej u wybrzeży Japonii w 1841 roku, został uratowany przez kapitana statku wielorybniczego Williama Whitfielda z Fairhaven. Po zakończeniu wielorybniczej wyprawy Whitfield zabrał młodego Manjirō do Fairhaven i New Bedford, gdzie Manjirō spędził kilka lat zanim ostatecznie udał się z powrotem do Japonii. Z powodu tej historii Tosashimizu stało się miastem partnerskim zarówno Fairhaven, jak i New Bedford w 1987 roku.

## Populacja
Zmiany w populacji Tosashimizu w latach 1970–2015:
| Rok  | Populacja |
| ---- | --------- |
| 1970 | 24 122    |
| 1975 | 24 856    |
| 1980 | 24 252    |
| 1985 | 23 014    |
| 1990 | 21 182    |
| 1995 | 19 582    |
| 2000 | 18 512    |
| 2005 | 17 281    |
| 2010 | 16 029    |
| 2015 | 13 780    |

## Miasta partnerskie
- New Bedford
- Fairhaven